# Franciscaines du Cœur de Jésus
Les franciscaines du Cœur de Jésus forment une congrégation religieuse féminine enseignante et adoratrice de droit pontifical. C'est la 1re congrégation féminine fondée à Malte.

## Histoire
En 1877, une association de jeunes filles vouée à la glorification et à la réparation du Sacré-Cœur est créée dans l'église Saint-Georges de Rabat. Elles ont le Père Joseph Diacono (1847-1924) comme directeur spirituel, qui fait évoluer l'association en congrégation religieuse en 1880. Le 15 août 1881, huit jeunes filles de cette association commencent leur noviciat dans le Tiers-Ordre franciscain et font leur profession religieuse en août de l'année suivante.
Le 6 mai 1886, Pietro Pace (en) (1890-1972), évêque du diocèse de Gozo, remet officiellement à la jeune communauté la règle du Tiers-Ordre régulier de saint François ainsi que des constitutions inspirées de celles des franciscaines missionnaires du Cœur immaculé de Marie.
Le 5 février 1881, Virginie de Brincat (1862-1952) entre dans la communauté et prend le nom de sœur Marguerite du Cœur de Jésus. Le 8 octobre 1887, alors que le Père Diacono est sur le point de dissoudre la congrégation en raison de problèmes financiers, elle accepte de relever la communauté. Le fondateur voulait aussi limiter l'apostolat des sœurs à l'île de Gozo mais Pietro Pace est nommé évêque du diocèse de Malte en 1889 et il favorise la diffusion des sœurs sur Malte avec le soutien de sœur Marguerite du Sacré-Cœur.
C'est en 1907 que la congrégation s'étend au-delà de l'archipel maltais avec une maison ouverte à Corfou pour aider de nombreux Maltais qui ont émigré sur cette île. En 1922, deux maisons sont ouvertes en Sicile puis en Éthiopie en 1927. Les religieuses adoptent le nom de sœurs franciscaines de Malte en 1937 puis changent pour le nom actuel après le concile Vatican II.
L'institut est agrégé à l'Ordre des frères mineurs le 12 octobre 1903 ; il reçoit le décret de louange le 2 juillet 1937 et l'approbation définitive de ses constitutions le 23 décembre 1946.

## Activités et diffusion
Les sœurs se consacrent à l'enseignement ainsi qu'aux soins des personnes âgées et des malades.
Elles sont présentes en:
- Europe : Corfou, Italie, Malte, Royaume-Uni.
- Amérique : Brésil.
- Afrique : Éthiopie, Kenya.
- Asie : Israël, Philippines, Pakistan.
- Océanie : Australie.

La maison-mère est à Marino.
En 2017, la congrégation comptait 437 sœurs dans 64 maisons.